# Ayouba Traoré
Ayouba Traoré (ur. 9 sierpnia 1982) – malijski judoka. Olimpijczyk z Rio de Janeiro 2016, gdzie zajął siedemnaste miejsce, w wadze półciężkiej.
Uczestnik Pucharu Świata w 2018. Piąty na mistrzostwach Afryki w 2009; siódmy w 2018 roku.

## Letnie Igrzyska Olimpijskie 2016
| Konkurencja | Eliminacje            | Klas. końcowa |
| Konkurencja | Przeciwnik 1          | Miejsce       |
| ----------- | --------------------- | ------------- |
| 100 kg      | Cyrille Maret (FRA) P | 17.           |